# Alins de Llitera
L'antic terme municipal d'Alins de Llitera, d'una extensió de 14.41 km², fou annexat el 1969 al de Sanui i la nova entitat resultant rebé oficialment el nom de Sanui i Alins. La fusió es va realitzar amb acord municipal el 19 de desembre de 1968, publicat al BOP de 8 de gener de 1969 (Decret 3403/69 d'11 de desembre, BOE núm. 12 14-1-70).
El terme tradicional d'Alins de Llitera s'estén a la part nord-occidental de la comarca. al límit amb el municipi avui aragonès de Fonts. El territori d'Alins és accidentat pels darrers replecs pre-pirinencs del la Serra de la Corrodella. Així, a tramuntana trobem els tossals de l'Àliga (887 m) i el Congost (al pas entre aquells tossals i els de més a llevant), per on s'escola el barranc de les Carboneres i on hi ha la font del Congost. En aquests contraforts de llevant hi ha la partida de Barrauça, a 893 m; entre aquesta i el Congost passa l'antic camí d'Alins a Jusseu. Del barranc de les Carboneres vers llevant, per aquest sector de tramuntana el terme confronta amb Calassanç, antic municipi que també envolta el d'Alins per la part oriental, seguint en part la sosa de Sanui. A migdia del terme d'Alins limita amb l'antic municipi de Sanui. Un punt no gaire alt, però destacat, és el tossal de Rotlan (705 m), al nord del qual passa el camí de les Basselles i d'Urria, i al sud del tossal trobem la Masia de Bardaixí o Mas de Moner.
Alins és la població més incomunicada de la Llitera, només s'hi pot arribar des de Sanui. Acut als mercats agrícoles i comercials de Montsó, Binèfar i Barbastre i es relaciona molt poc amb la resta de la Llitera de parla catalana. Hi ha conreus de secà; cereals, oliveres, vinya i ametllers. La superficie sense conrear és un 30 % del terme; hi ha brolls i erms i és aprofitada per a pastura del bestiar oví i cabrum.

## Demografia
A Alins hi havia 14 focs el 1381. 16 morabetins el 1385, i quatre focs als fogatjaments de 1495 i 1542. El 1650 hi havia un foc més i el 1713 n'hi havia 10. Al cens de Floridablanca es compatibilizaren 110 h (1787) i 117 el 1840. Fins després de la meitat del segle xix la població es mantingué en el seu màxim demogràfic (190 h el 1857, 193 el 1860 i 181 el 1887). Posteriorment minvà un xic, però es mantingué estabilitzada per sobre dels cent habitants fins al 1930 (129 h el 1910, 114 h el 1920 i 132 el 1930). Els anys de més endavant, la davallada fou constant i progressiva; 86 h el 1940, 63 el 1950, 54 el 1960, 33 el 1970 (quan ja era agregat a Sanui), 20 el 1981 i actualment només en resten 8. h.

## Origen del nom
Alins és un nom d'origen pre-romà, d'arrel ibèrica, segons Joan Coromines. El 1103 el rei Pere el d'Osca o Pere I d'Aragó lliurà a l'abat Bernat Adelm d'Alaó l'església de Sant Joan Baptista d'Alins de Llitera. Del castell d'Alins sabem que vers el 1143 el comte Ramon Berenguer IV de Barcelona el cedí al famós senyor Pere d'Estopanyà. El 1326 era lliurat per García Peres de Cabana a Guilleuma Ximenes d'Urrea. Finalment, al segle XVII ja era de domini reial. Fins al 1838 Alins formà part de la Ribagorça, bé al comtat, bé de la sobrecollida de Benavarri. El dit any s'integrà al nou partit judicial de Tamarit de Llitera. A mitjan segle xix l'economia de la població era orientada vers la producció i elaboració de l'oli.

## Ubicació
El poble d'Alins de Llitera (664 m) és situat a la solana d'un turó escarpat, a ponent de la vila de Calassanç. A la part superior de la població hi ha les restes de l'antic castell d'Alins, del qual resten només els llenços dels murs. Ran mateix hi ha un gran casal d'aspecte senyorial i, a llevant, l'església parroquial de Sant Joan Baptista, construcció romànica del segle XII amb un absis semicircular sense arcuacions; el portal és quelcom posterior, potser del segle XII, de mig punt i amb grans dovelles; aquestes són extradossades per un guardapols amb dents de serra, fris que continuen les impostes.
A migdia del tossal de Rotlan hi ha la Masia de Bardaixí o Mas de Moner, que pertany als Bardagí de Calassanç. El mas té una capella, sense culte, que era dedicada a la Mare de Déu del Carme.
Dins el terme hi ha un manantial tèrmic d'aigües clorurades, però no hi ha instal·lacions per a explotar-les.